# Tounté (Oursi)
Pour les articles homonymes, voir Tounté.
Tounté est une commune située dans le département d'Oursi, dans la province d'Oudalan, région du Sahel, au Burkina Faso.